# Акаги (канонерская лодка)
«Акаги» — канонерская лодка японского флота. Участвовала в японо-китайской и русско-японской войнах.

## Постройка и модернизация
«Акаги» была последней в серии 600-тонных канонерских лодок типа «Майя» («Майя», «Чокай», «Атаго», «Акаги»), заложенных в 1885 и 1886 гг. — первых боевых кораблей собственного японского производства с железными и стальными корпусами. Строилась в течение четырех лет (наибольший срок в серии) на Оногамском судостроительном заводе близ Кобе под наблюдением французского инженера Беллара (Bellar). Имела стальной корпус (у предшествующих кораблей серии — железный или сталежелезный), две мачты с парусным вооружением шхуны. Паровая машина с 2 цилиндрическими котлами сообщала максимальную скорость в 12 узлов (по др. данным — не более 10 узлов).
Первоначально канонерские лодки серии имели единообразное артиллерийское вооружение: одно 210-миллиметровое и одно 120-миллиметровое орудия, две митральезы; то есть представляли собой типичные «ренделовские» канонерки — носители крупнокалиберной артустановки, предназначенные для обороны портов. К началу 1894 г. «Акаги» была модернизирована — канонерке надстроили высокий короткий полубак и полностью заменили артиллерийское вооружение. Теперь на «Акаги» в диаметральной плоскости линейно располагались четыре 120-миллиметровых короткоствольных орудия, которых дополняли шесть 47-миллиметровых скорострельных пушек (два на переднем мостике, четыре — на небольших спонсонах, по два на борт). Орудия были защищены броневыми противоосколочными щитами. «Акаги» получила сильное и сбалансированное вооружение, однако с поступлением на японский флот современных бронепалубных крейсеров относилась уже к разряду устаревших кораблей, способных выполнять лишь ограниченный круг задач.

## Служба
С «Акаги» связан один из драматических эпизодов японо-китайской войны — участие канонерки в эскадренном сражении с броненосным китайским флотом у Ялу. Японский командующий вице-адмирал Юко Ито включил в свою эскадру слабую канонерку, чтобы иметь разведывательное судно с малой осадкой, которое могло бы обследовать мелководные бухты. Когда в полдень 17 сентября 1894 г. адмирал Ито обнаружил идущий навстречу китайский флот, «Акаги» получила приказ выйти из кильватерной линии и занять место на левом траверзе эскадры. Однако «Акаги» вместе с другими тихоходными кораблями японского арьергарда — штабным судном «Сайкио-мару» и старым броненосным корветом «Хиэй» — отстали от крейсеров Ито, совершавших в это время обходной манёвр, и неожиданно оказались под ударом главных сил китайцев.
В 13.20 «Акаги» вступила в бой с броненосным крейсером «Лайюань» (2900 тонн водоизмещения, ход 16,5 узлов, два 8-дюймовых (203-мм) и два 6-дюймовых (152-мм) орудия), которого поддерживали ещё три китайских корабля. Когда «Лайюань» приблизился на расстояние менее 800 метров, японская канонерка открыла по нему огонь из всех орудий, развернутых на правый борт. «Лайюань» получил несколько попаданий, но сразу же ответил из своих более мощных орудий. Одним из первых китайских снарядов, попавшим в мостик, убит командир «Акаги» капитан 2-го ранга Сакамото. Командование кораблем перешло к штурману. Несколько минут «Акаги» находилась под жестоким обстрелом — несколько снарядов пробили корпус канонерки на уровне нижней палубы, был поврежден паропровод, погибло четыре кочегара, горячий пар отрезал погреб с боеприпасами, снаряды из которого пришлось подавать через вентиляционную трубу.

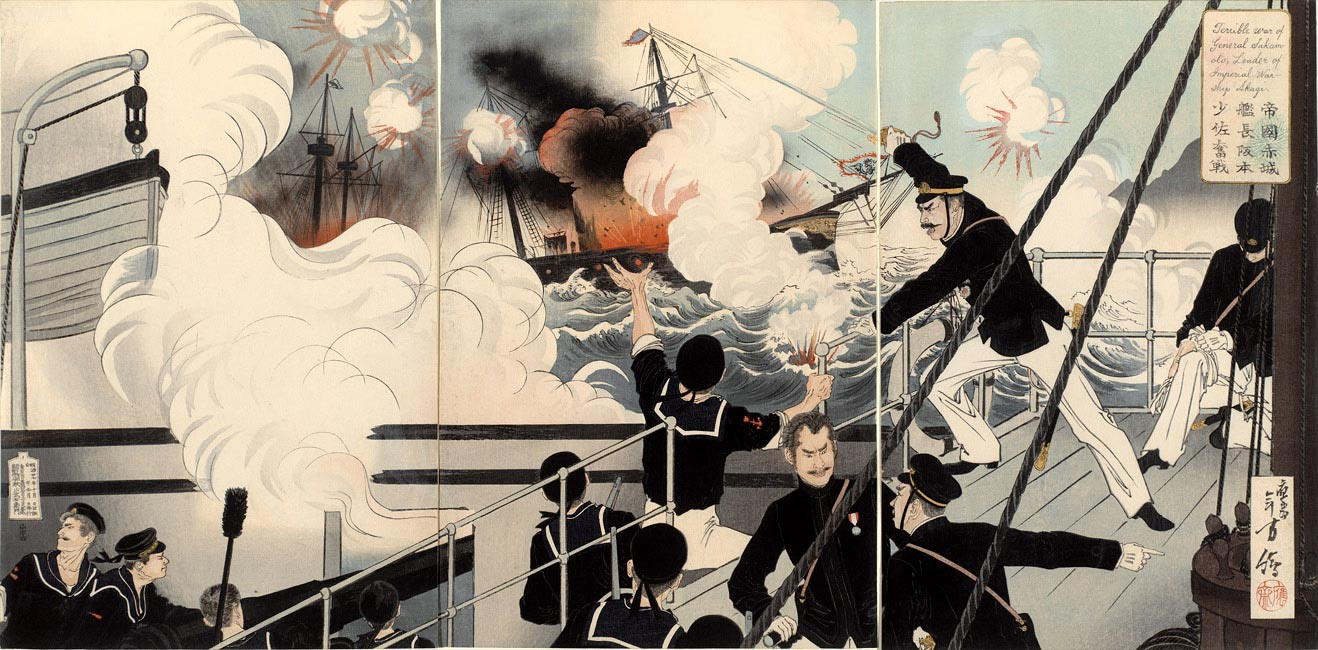
«Подвиг капитана Сакамото». Гравюра Мидзуно Тосикаты. 1894

Канонерка смогла повернуть на юг и на время оторваться от противника, чтобы начать устранять повреждения. Однако вскоре «Лайюань» возобновил преследование. Теперь он настигал «Акаги» с кормы, используя своё преимущество в возможности ведения носового огня из всех орудий, тогда как японская канонерка могла стрелять назад лишь одним 120-миллиметровым орудием из четырёх. Продолжая обстреливать «Акаги» продольным огнём, «Лайюань» приблизился до 300 метров. Снова был поражен мостик. Из-за ранения штурмана, исполнявшего обязанности командира, командование «Акаги» перешло к одному из лейтенантов. На канонерке была пробита дымовая труба, сбита мачта. Дважды поражалось кормовое орудие, правда, снарядами малых калибров. Японцы не прекращали вести огонь из орудий, способных стрелять на корму и, наконец, добились успеха.
В 14.20 на «Лайюане» возник сильный пожар (по другой версии — разгорелся непотушенный более ранний очаг возгорания). Китайский крейсер прекратил вести огонь и отстал. Остальным же китайским кораблям вскоре стало не до маленькой канонерки — им предстоял бой с подходившими большими японскими крейсерами. «Акаги» отдалилась от места сражения, и, насколько это было возможно силами экипажа, были исправлены повреждения. Когда после окончания сражения канонерка соединилась со своей эскадрой (где её считали погибшей), «Акаги» направили для ремонта в Японию. В ходе часового боя экипаж канонерки потерял 11 человек убитыми и 17 ранеными, однако «Акаги» сумела уцелеть в сражении с гораздо более сильным противником и даже вывести один вражеский корабль из строя.
После окончания японо-китайской войны «Акаги» несла службу стационером в корейских и китайских портах. Участвовала в подавлении восстания ихэтуаней, входила в состав международной флотилии в бою за Дагу. В русско-японской войне вместе с другими канонерками участвовала в сражении за Порт-Артур. В ночь на 2 мая 1904 г. вместе с канонеркой «Чокай» поддерживала брандеры, пытавшиеся заблокировать фарватер во внутреннюю бухту Порт-Артура. В составе отряда контр-адмирала Того (младш.) «Акаги» была послана к западному побережью Квантунского полуострова, поддерживала огнём наступающие японские войска в сражении за Цзинчжоу — вместе с канонерками «Чокай» и «Цукуси» выпустила 466 120-мм и 112 47-мм вместе с «Хейен», «Цукуси» и миноносцами. Утром 17 мая в заливе Цзинчжоувань при снятии с якоря «Акаги» протаранила канонерку «Осима», вскоре затонувшую. В дальнейшем продолжала нести службу в Бохайском заливе, блокируя сообщение Порт-Артура с Инкоу.

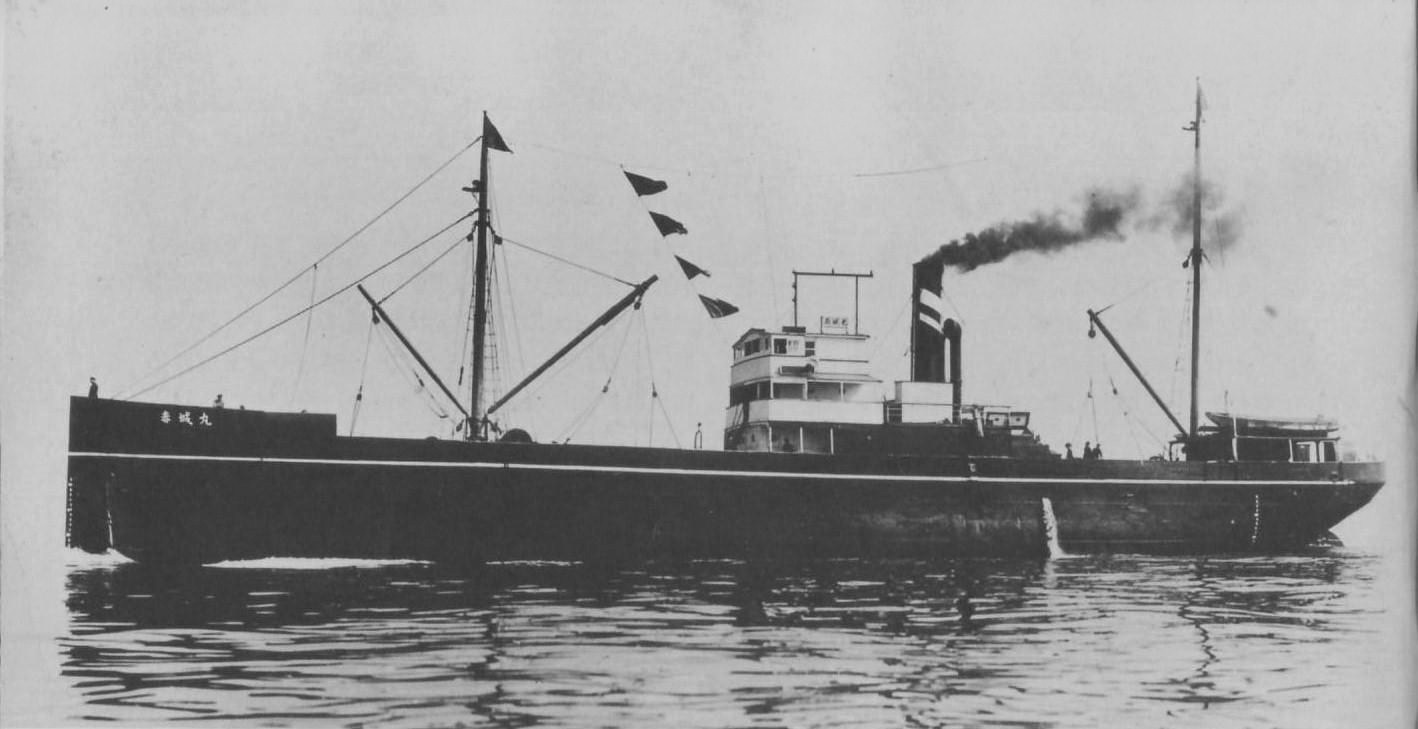
Пароход Акаги-мару — бывшая канонерка Акаги. 1937 год

В мае 1908 г. как окончательно устаревшая канонерка «Акаги» была исключена из списка боевых кораблей. По одним сведениям, разобрана в 1912 г., по другим — выкуплена частным пароходством «Амагасаки» и использовалась как грузовое судно до 1954 г.